# Autoba castanea
Autoba castanea är en fjärilsart som beskrevs av George Francis Hampson 1910. Autoba castanea ingår i släktet Autoba och familjen nattflyn. Inga underarter finns listade i Catalogue of Life.